# Cees Zandbergen

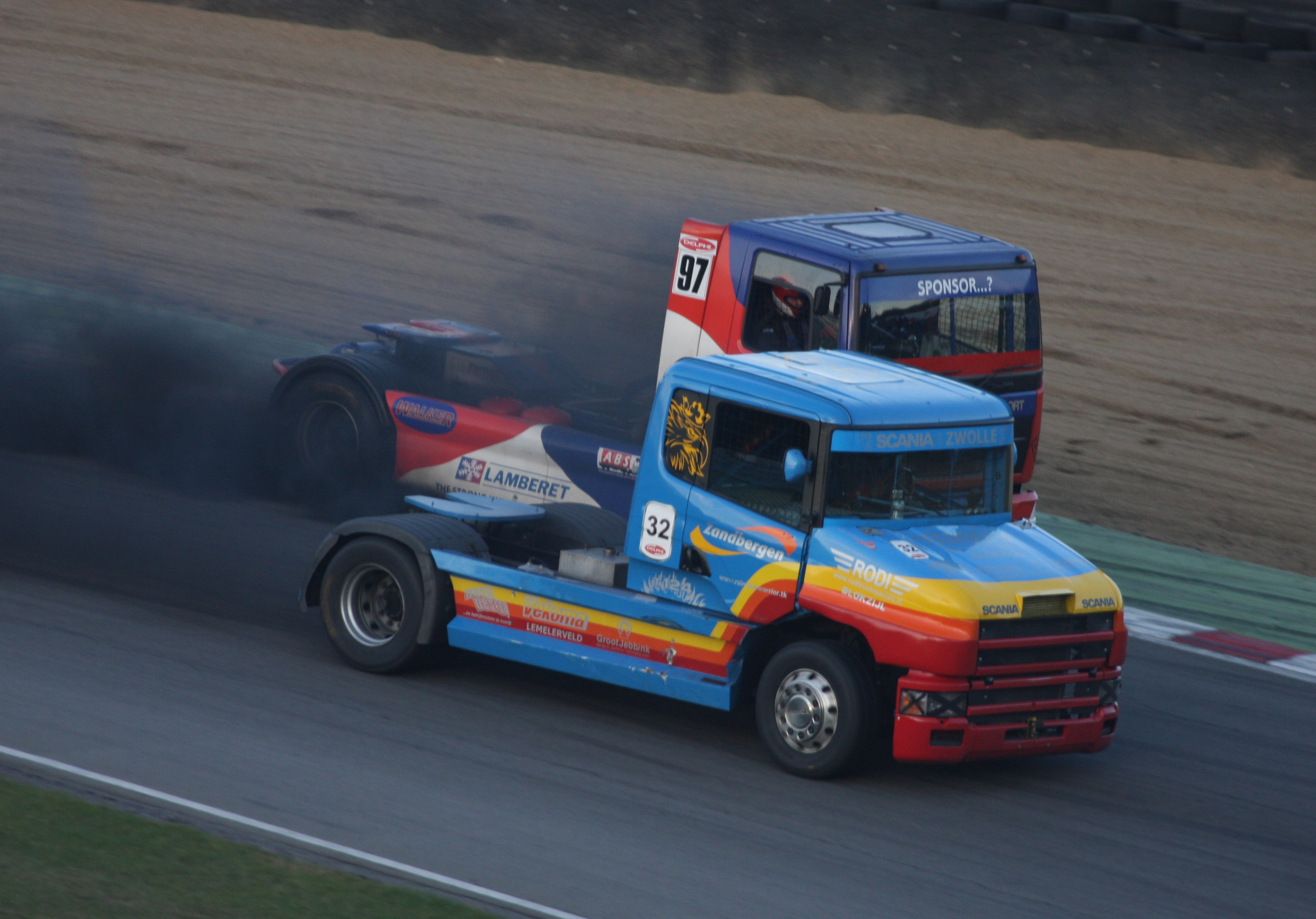
Cees Zandbergen corriendo con su mítico Scania T124 (en primer plano).

Cees Zandbergen es un piloto neerlandés de automovilismo que ha destacado en la modalidad de carreras de camiones. A lo largo de su trayectoria ha competido en numerosos Grandes Premios del Campeonato de Europa de Carreras de Camiones(ETRC). Además, se proclamó campeón del Campeonato Neerlandés de Carreras de Camiones (DTR) en 2017 y 2018 y de la División B del Campeonato Británico de Carreras de Camiones (BTRC) en 2008.
Es conocido por el camión que conduce, un Scania T124 pintado de color azul con detalles en amarillo y rojo, motivo por el que es conocido como el Rainbow Warrior, además de darle nombre a su propio equipo, el Rainbow Warrior Truck Racing.

## Trayectoria
Cees Zandbergen corrió en las temporadas de la Copa de Europa de Carreras de Camiones de 2004 y 2005, en las que acabó 26º y 24º respectivamente. En 2006 corrió el Truck Grand Prix de Nürburgring, parte del calendario del ETRC pero que no sumaba puntos. Logró acabar sólo dos carreras, y sin entrar en los puntos.
En 2008 corrió el TGP de Nürburgring del ETRC, en el que no pudo comenzar ninguna carrera por problemas mecánicos, y el Campeonato Británico de Carreras de Camiones. En este segundo certamen se coronó como campeón en la División B. 
Al año siguiente corre tres Grandes Premios del ETRC, pero no logra puntuar. En 2010 corrió sólo en Nürburgring, corriendo todas las carreras pero sin puntos. Posteriormente, en 2011 corrió tres grandes premios del ETRC, de nuevo finalizando sin puntos.
Tras un breve paréntesis sin correr a nivel europeo, en 2014 corre de nuevo el TGP de Nürburgring, finalizando sin puntos una vez más.
No corrió carreras del ETRC hasta 2017, año en el que corre en Nürburgring y Le Mans. No puntuó en ninguna de las ocho carreras. En la Copa Promotor del ETRC sí que puntuó en todas las carreras, pero sin podios. Por otra parte, ese año se proclamó campeón del Campeonato Neerlandés de Carreras de Camiones en su temporada inaugural.
En 2018 corrió sólo el DTR, revalidando su campeonato. Estaba previsto que corriese dos rondas del ETRC, algo que finalmente no ocurrió. 
En 2019 estaba previsto que corriese el TGP de Nürburgring, pero la FIA al final no le dejó por no cumplir su camión algunos requisitos indispensables para correr, pese a que en temporadas anteriores no fueron motivo suficiente para impedir su participación en rondas del ETRC.

## Resultados

### Resultados en la Copa de Europa de Carreras de Camiones
| Año  | Vehículo | Equipo                       | Pos. |
| ---- | -------- | ---------------------------- | ---- |
| 2004 | Scania   | Rainbow Warrior Truck Racing | 26   |
| 2005 | Scania   | Rainbow Warrior Truck Racing | 24   |

### Resultados en el Campeonato de Europa de Carreras de Camiones
| Año  | Camión | N.º | Pilotos                      | 1       | 1       | 1       | 1       | 2   | 2   | 2   | 2   | 3      | 3      | 3      | 3     | 4      | 4      | 4      | 4      | 5       | 5       | 5       | 5       | 6      | 6      | 6       | 6       | 7   | 7   | 7   | 7   | 8      | 8      | 8      | 8      | 9   | 9   | 9   | 9   | 10  | 10  | 10  | 10  | Posición | Puntos |
| ---- | ------ | --- | ---------------------------- | ------- | ------- | ------- | ------- | --- | --- | --- | --- | ------ | ------ | ------ | ----- | ------ | ------ | ------ | ------ | ------- | ------- | ------- | ------- | ------ | ------ | ------- | ------- | --- | --- | --- | --- | ------ | ------ | ------ | ------ | --- | --- | --- | --- | --- | --- | --- | --- | -------- | ------ |
| 2008 | Scania | 45  | Rainbow Warrior Truck Racing | BAR     | BAR     | BAR     | BAR     | MIS | MIS | MIS | MIS | ALB    | ALB    | ALB    | ALB   | NOG    | NOG    | NOG    | NOG    | NUR 13  | NUR 13  | NUR Ret | NUR Ret | MOS    | MOS    | MOS     | MOS     | ZOL | ZOL | ZOL | ZOL | JAR    | JAR    | JAR    | JAR    | LMS | LMS | LMS | LMS |     |     |     |     | NC       | 0      |
| 2006 | Scania | 45  | Rainbow Warrior Truck Racing | BAR     | BAR     | BAR     | BAR     | MIS | MIS | MIS | MIS | ALB    | ALB    | ALB    | ALB   | NOG    | NOG    | NOG    | NOG    | NUR DNS | NUR DNS | NUR DNS | NUR DNS | MOS    | MOS    | MOS     | MOS     | ZOL | ZOL | ZOL | ZOL | LMS    | LMS    | LMS    | LMS    | JAR | JAR | JAR | JAR |     |     |     |     | 34º      | 0      |
| 2009 | Scania | 45  | Rainbow Warrior Truck Racing | ASS DNS | ASS DNS | ASS DNS | ASS DNS | MIS | MIS | MIS | MIS | ALB    | ALB    | ALB    | ALB   | NOG    | NOG    | NOG    | NOG    | NUR 17  | NUR 15  | NUR DNS | NUR DNS | BAR 16 | BAR 14 | BAR 17  | BAR Ret | MOS | MOS | MOS | MOS | ZOL    | ZOL    | ZOL    | ZOL    | LMS | LMS | LMS | LMS | JAR | JAR | JAR | JAR | 28º      | 0      |
| 2010 | Scania | 45  | Rainbow Warrior Truck Racing | MIS     | MIS     | MIS     | MIS     | ALB | ALB | ALB | ALB | NOG    | NOG    | NOG    | NOG   | NUR 18 | NUR 17 | NUR 18 | NUR 23 | SMO     | SMO     | SMO     | SMO     | MOS    | MOS    | MOS     | MOS     | ZOL | ZOL | ZOL | ZOL | LMS    | LMS    | LMS    | LMS    | JAR | JAR | JAR | JAR |     |     |     |     | 40.º     | 0      |
| 2013 | Scania | 45  | Rainbow Warrior Truck Racing | DON     | DON     | DON     | DON     | MIS | MIS | MIS | MIS | ALB    | ALB    | ALB    | ALB   | NOG    | NOG    | NOG    | NOG    | NUR 21  | NUR 19  | NUR 21  | NUR 18  | SMO 22 | SMO 20 | SMO DSQ | SMO DNS | MOS | MOS | MOS | MOS | ZOL    | ZOL    | ZOL    | ZOL    | JAR | JAR | JAR | JAR | LMS | LMS | LMS | LMS | 37.º     | 0      |
| 2014 | Scania | 45  | Rainbow Warrior Truck Racing | MIS     | MIS     | MIS     | MIS     | NAV | NAV | NAV | NAV | NOG    | NOG    | NOG    | NOG   | RBR    | RBR    | RBR    | RBR    | NUR 20  | NUR DNS | NUR 21  | NUR 21  | MOS    | MOS    | MOS     | MOS     | ZOL | ZOL | ZOL | ZOL | JAR    | JAR    | JAR    | JAR    | LMS | LMS | LMS | LMS |     |     |     |     | 29º      | 0      |
| 2017 | Scania | 45  | Rainbow Warrior Truck Racing | RBR     | RBR     | RBR     | RBR     | MIS | MIS | MIS | MIS | NUR 17 | NUR 16 | NUR 16 | NUR C | SVK    | SVK    | SVK    | SVK    | HUN     | HUN     | HUN     | HUN     | MOS    | MOS    | MOS     | MOS     | ZOL | ZOL | ZOL | ZOL | LMS 15 | LMS 15 | LMS 14 | LMS 15 | JAR | JAR | JAR | JAR |     |     |     |     | 28º      | 0      |

### Resultados en la Promoter's Cup del ETRC
| Año  | Camión | N.º | Pilotos                      | 1   | 1   | 1   | 1   | 2   | 2   | 2   | 2   | 3     | 3     | 3     | 3     | 4   | 4   | 4   | 4   | 5   | 5   | 5   | 5   | 6   | 6   | 6   | 6   | 7   | 7   | 7   | 7   | 8     | 8     | 8     | 8     | 9   | 9   | 9   | 9   | Posición | Puntos |
| ---- | ------ | --- | ---------------------------- | --- | --- | --- | --- | --- | --- | --- | --- | ----- | ----- | ----- | ----- | --- | --- | --- | --- | --- | --- | --- | --- | --- | --- | --- | --- | --- | --- | --- | --- | ----- | ----- | ----- | ----- | --- | --- | --- | --- | -------- | ------ |
| 2017 | Scania | 45  | Rainbow Warrior Truck Racing | RBR | RBR | RBR | RBR | MIS | MIS | MIS | MIS | NUR 8 | NUR 8 | NUR 7 | NUR C | SVK | SVK | SVK | SVK | HUN | HUN | HUN | HUN | MOS | MOS | MOS | MOS | ZOL | ZOL | ZOL | ZOL | LMS 7 | LMS 7 | LMS 6 | LMS 7 | JAR | JAR | JAR | JAR | 15º      | 28     |

### Resultados en el Campeonato Británico de Carreras de Camiones
| Año  | Vehículo | Equipo                       | Categoría  | Pos. |
| ---- | -------- | ---------------------------- | ---------- | ---- |
| 2008 | Scania   | Rainbow Warrior Truck Racing | División B | 1    |

### Resultados en el Campeonato Neerlandés de Carreras de Camiones
| Año  | Vehículo | Equipo                       | Pos. |
| ---- | -------- | ---------------------------- | ---- |
| 2017 | Scania   | Rainbow Warrior Truck Racing | 1    |
| 2018 | Scania   | Rainbow Warrior Truck Racing | 1    |